# Salim II de Mayotte
 (mai 2025).
Si vous disposez d'ouvrages ou d'articles de référence ou si vous connaissez des sites web de qualité traitant du thème abordé ici, merci de compléter l'article en donnant les références utiles à sa vérifiabilité et en les liant à la section « Notes et références ».
Saleh Ben Mohamed ben Bechir el Mondzari ou Salim II est sultan de l'île de Mayotte à la mort de son beau-père Boina Kombo ben Salim vers 1790. Il décède vers 1806.

## Biographie
Issu d'une famille de commerçants fortunés originaire d'Oman venue se fixer à Tsingoni. Saleh Ben Mohamed Ben Bechir El Mondzari épouse la fille du vieux sultan Boina Kombo. À la mort de celui-ci, il se proclame sultan et prend le nom de Salim II. Vers 1791, après que Tsingoni fut ravagée par une invasion malgache, il décida de transférer la capitale du sultanat sur l’îlot de Dzaoudzi qu'il fortifia. De nombreux habitants s'étaient déjà réfugiés pour fuir les razzias Malgaches. Une muraille et des tourelles font de la nouvelle capitale une position imprenable pour les assaillants qui ne possèdent pas d'artillerie. Quasiment toute la population se replie sur Dzaoudzi et sur l'îlot voisin de Pamandzi, accessible à marée basse tandis que les Malgaches investissent Grande-Terre, ses troupeaux et ses cultures, et y installent quartiers et prisonniers.

## Décès
Vers 1806, Salim II meurt subitement. Pour beaucoup, il est assassiné par le cousin de son beau-père, Soilihi bin Salim, prince prétendant au trône. 
Ce dernier prend le titre de Mawana Soilihi. Après avoir pris le pouvoir, il assassina tous ses nombreux opposants et ses critiques, ce qui lui a valu le surnom de Soilihi le sanguinaire. Enfin, il écarta sa famille loin de la cour du sultanat. Il nomma son valet et homme de confiance, Amadi Boina combo chef de l'armée du sultanat. Soilihi le sanguinaire est tellement détesté par sa famille et par ses sujets que sa sœur, mère de Cadi Umar, demanda à Amadi BoinaCombo de prendre le pouvoir. Amadi était la seule personne qui pouvait atteindre le sultan Mawana Soilihi sans être soupçonné de complots, il était son homme de confiance.  Amadi s'empara du pouvoir en prenant le soin d'assassiner son prédécesseur. 
En réalité, la mère de Cadi Umar avait mis en place un stratagème bien ficelé pour faire introniser son enfant, seul fils d'une mère issue de la famille royale. Éliminer son frère sans qu'il y ait le risque qu'elle soit découverte, introniser un sultan illégitime qui va soulever le peuple et les notables contre lui puis nommer son fils issu de la famille sultane à sa place.
Alors, qui est mieux qu'Amadi, un homme qui a toujours vécu dans l'ombre de la famille sultane et de Mawana soilihi pour faire la mission[pas clair]. Pour le motiver, la mère de Cadi Umar lui proposa le trône et son fils serait Cadi (premier ministre).
En 1817, Mawana Swalihi Bin Salim fut assassiné par Amadi  et prend le titre de Mawana Amadi. Dès son intronisation, Mawana Amadi prit pour femme la sœur de Umar. Puis alla en royaume de Iboina pour signer un pacte de protection mutuel avec son Roi Tsé Lévalu (Andriana Souli) (le Fatidra). Pour sceller leur pacte, Tsé Lévalu lui demanda de prendre sa nièce Mazéna pour épouse. Mawana Amadi se retrouve conforté dans son pouvoir contre ses ennemis d'intérieur et contre Mutsamudu qui réclame Mayotte. Il se prépare à la guerre pour récupérer leur dû. 
Mayotte est divisé de l'intérieur la descendance de Soilihi se sont enfuis les proches de Cadi Umar, à savoir son frère, époux de Moina Ngaya Swalihi Bin, ses sœurs et sa mère sont priés d'aller vivre à Handréma. Deuxième fille de Mawana Soilihi, Mwadjaha Swalihi Ben Salim S'enfuit à Hagnoundrou, et sa dernière s'installa chez Mwalim bandra dilé.(bandrilé), son seul fils, Ali Bin Swalihi Bin Salim connu s'installa a Chembényumba.
De cette union avec Mazena, Mawana Ahamadi eut un garçon Boina Combo Ahamadi. Ne pouvant pas hériter du trône à cause des liens du sang de sa mère, cette dernière la poussa à assassiner son père vieillissant pour prendre le pouvoir. Ce qu'il réalisa et prit le titre de Boina Combo II. 